# HMIS Assam (K306)
HMIS Assam (K306) je bila korveta izboljšanega razreda Flower, ki je med drugo svetovno vojno plula pod zastavo Kraljeve indijske vojne mornarice.

## Zgodovina
Kraljeva vojna mornarica je 19. februarja 1945 predala korveto HMS Bugloss (K306) Britanski Indiji, ki pa jo je vrnila leta 1947. Ladjo so nato razrezali.